# Engadget
Engadget（エンガジェット）は多言語で展開されている電化製品やガジェットの話題を扱うテクノロジーブログである。外見上、Engadgetは多くのブログと同じような構成になっているが、編集された内容はインターネット雑誌の形式になっている。現在10つのブログを運営しており、英語で書かれた4つのブログと6か国語のバージョンがそれぞれの編集スタッフで運営されている。'Technorati top 100'のトップ5にランクされたり、TIME誌の2010年ベストブログの1つに選出されている。日本語版である『エンガジェット日本版』は2022年3月31日に記事の新規配信を停止し、同年5月1日にサービスを終了した。

## 歴史
EngadgetはかつてGizmodoのテクノロジーウェブログ編集者、共同創設者だったピーター・ロハスらによって創設され、Autoblog、Joystiq、Hack-A-Day（過去）が加盟しているブログネットワークのウェブログズに加盟している。ウェブログズは2005年にAOLが買収している。Engadgetの編集長であるライアン・ブロックが2008年7月22日、8月後半に編集長を辞任し、後任にジョシュア・トポルスキーが就任すると発表した。2011年3月12日、ジョシュア・トポルスキーら主要編集者の多くがティム・スティーブンス編集長の運営するEngadgetから離れたと発表した。

## Engadgetブログ
Engagetは英語のみならず中国語（簡体字、繁体字）、日本語、スペイン語、ポーランド語、朝鮮語、ドイツ語のブログを運営している。英語版ブログは創設当初のEngadget、Engadget Mobile、Engadget HD、そしてもっと新しいEngadget Altの4種類ありサブドメインの接頭辞で区別されている。
2004年3月にスタートしたEngadgetは電化製品やガジェットに関する記事を1日数回掲載している。また技術に関する噂が投稿されたり、頻繁に記事に関する議論が提案されたり、一週間でどんなことがあったかを扱うEngadget Podcastというポッドキャストを配信したりしている。
スタート以来、数多くの執筆者がEngadget、Engadget Alt、Engadget Mobile、Engadget HDに寄稿しており、中にはジェーソン・カラカニス、ポール・ブータン、フィリップ・トロン、ジョシュア・フルーリンガー、マーク・パートン、スーザン・メリットといった高名なブロガー、業界アナリスト、プロのジャーナリストも含まれる。2010年7月29日に世界で最も多作なプロブロガーとギネス世界記録に認定されたダレン・マーフもEngadgetのマネジメント編集者を務めており、1日17,212件以上の記事を寄稿・加筆した。業界アナリストのロス・ロビンは2004年10月よりSwitched Onという週刊コラムを連載している。
Bloggiesの2004年ベストテクノロジーウェブログや2005年のベストコンピューター、テクノロジーウェブログ、ベストグループウェブログといった数多くの賞にノミネートされており、2004年と2005年のウェブログアウォードのベストテクノロジーブログを受賞している。
Google Readerなど多くのRSSリーダーはEngadgetをデフォルトRSSフィードに加えており、ユーザーのメールボックスの最上部で常に最新記事の記事名が表示されるようになっている。
Engadgetは記事の配信にBlogsmith コンテンツ管理システム (CMS) を使用している。

## The Engadget Podcast
The Engadget podcastは2004年10月にフィリップ・トロンとレン・プライアー司会でスタートし、初回から22回までの司会を担当し、その後はエリック・ライスが引き継いだ。エリック・ライスは「エリック・ライスショー」と称した自身のポッドキャストやウェブログズのポッドキャストをプロデュースしたことで知られ、The Engadget Podcastでもピーター・ロハスとライアン・ブロックに交代するまで4つの回の司会、製作を担当した。その後、ジョシュア・トポルスキー編集長と編集者のポール・ミラーと
ニレイ・パテルが司会を担当し、時々スペシャルゲストも呼ばれたが、2011年にEngadgetを離れたため降板した。ポッドキャストはトレント・ウルブがトポルスキー監修の下製作し、ティム・スティーブンスの下で継続されている。
ポッドキャストでは1週間の間に世界で起きた技術に関する出来事が取り上げられている。一般的に放送時間は1時間もしくはそれ以上で通常週一配信だが、特別な出来事がある時には配信間隔が変更になる。コンシューマー・エレクトロニクス・ショーやElectronic Entertainment Expoの時は連日の配信になることで知られている。
The Engadget podcastはiTunesやZune Marketplace、RSSフィードで聞くことができる。また、サイトからMP3、Ogg、AAC、m4bフォーマットで直接ダウンロードできる。m4bバージョンではiTunesや対応プレイヤーに番組の内容を表示させることができる。
またUstreamで通常木曜か金曜午後にポッドキャストの生放送を行なっており、この時録音されたポッドキャストは後日聞くことが出来る。

## The Engadget App
2009年12月30日にiPhoneとiPod touch対応のモバイルアプリケーションを初めてリリースした。2010年1月1日にはPalm PreやPalm Pixiに対応したEngadgetアプリを「webOSに対応した1000のアプリケーションのカタログ」という触れ込みでリリースした。同月8日にはBlackBerry対応のアプリを、3月25日にAndroid対応のアプリを、2011年7月1日、最後にWindows Phone対応アプリをリリースするなど、主要なスマートフォンのプラットフォームにアプリを対応させている。このアプリはTwitterやFacebookやEメールで記事を共有でき、ニュース速報を自動的に受信したり、記事をブックマークしたりオフラインで閲覧することが出来る。

## The Engadget Show
2009年9月8日、ジョシュア・トポルスキーはEngadgetがニューヨークで月に一度ビデオショーを上映すると発表した。ショーは閲覧無料で後日サイトで公開される。内容はインタビュー、座談会、映像作品の一部分、音楽の生演奏である。初回上映はパーソンズ美術大学のティシュマン講堂で行われたが、その後第5回からはニューヨーク・タイムズ・ビルディングのタイムズ・センターで上映されている。
司会はジョシュア・トポルスキーとポール・ミラーとニレイ・パテルだったが、彼らがEngadgetとAOLを2011年初めに離れた後はティム・スティーブンスが司会を担当している。ディレクターはミッチェル・シュタール、エグゼクティブプロデューサーはジョシュア・フルーリンガーとマイケル・ルーベンスが務めている。
初回は2009年9月13日にパーソンズ美術大学で上映され、パームCEOのジョン・ルビンスタインがゲストとして出演した。マイクロソフトCEOのスティーブ・バルマーがゲスト出演した第2回は同月22日にタイムズ・センターで上映された。
第3回はHTCのドリュー・バンフォード、Joystiqのクリス・ジャイアントがゲスト出演し、同年11月22日にパーソンズ美術大学で上映された。ピーター・ロハスがゲスト出演した第4回は同年12月20日に前回と同会場で上映された。Googleのシニアプロジェクトマネージャーであるエリック・ツェン（現在はFacebook勤務）がゲスト出演した第5回はタイムズ・センターで2010年1月16日に上映。第6回は同年2月27日上映でBoxeeのCEOであるアヴネル・ローネンがゲストだった。
MITメディアラボのニコラス・ネグロポンテがゲスト出演した第7回は同年3月20日に、GDGTのライアン・ブロックとロボット専門のメカニカルデザイナーであるデニス・ホン博士がゲスト出演した第8回は同年4月21日に、アドビシステムズCTOのケビン・リンチがゲスト出演した第9回は同年5月22日に上映された。ジミー・ファロンが出演した第10回は同年6月23日にニューヨークのカッパー・ユニオンで上映。
ゲームデザイナーのピーター・モリニューが出演した第11回は同年8月4日に、サムスンCSOのオマー・カーンが出演した第12回は同月27日に、NASAのロバート・D・ブラウンが出演した第13回は同年9月14日に、マイクロソフトのアーロン・ウッドマンが出演した第14回は同年10月23日に上映された。
ショーの終わりには常に、観客へのプレゼント告知と毎回違う作者による映像作品とチップチューンミュージックが流れる。

## 論争・問題

### 商標違反
2006年初頭、マレーシア・クアラルンプールのモールでEngadgetのロゴを無断使用した店があることが判明したが、特に訴訟などのアクションを取ることは無いとした。その店は店名を変えている（もしくは閉店して、別の店が新たな店名で開店した可能性もある）。2007年7月にも同じマレーシアで類似したロゴを掲げる店がオープンしていた。

### Appleに関する誤報
2007年5月、iPhoneやMac OS X Leopardのリリースが遅れると、アップルが社員達にアナウンスしたEメールを元に、Engadgetが記事を掲載した。話が広まると、アップルの株価は3%下落した。しかし20分かそこらで、アップルの社員を装った悪戯だったことが判明し、記事は引っ込められた。アップルの株価はやっと戻ったが、ライアン・ブロックは誤報を陳謝した。

### 写真の転載
2006年3月、デジタルオーディオプレーヤーの話題を扱うウェブサイトであるDAPreviewはEngadgetが自サイトに掲載している写真を、ロゴを縁取りで消した上で転載していると言及した。Engadgetのマネージング編集者ライアン・ブロックは写真の転載と縁取りを容認していたが、それは間違いだったとして謝罪と写真の帰属を修復したと述べている。

### T-Mobileによるマゼンタ色使用中止要求
2008年3月31日、Engadgetはドイツテレコム（T-モバイルとT-モバイルUSAの親会社）がマゼンタ色はT-モバイルの商標色であるためEngadget携帯サイトでのマゼンタ色の使用を中止するようにEngadgetに要請したと報じた。4月1日、Engadgetは主な回答として自サイトの背景色を変え、携帯サイトのロゴを「Engadge t-mobile」と1日限定で変更した。自サイトはハイライト色を除いて通常の構成に戻した。

### スタッフの大量離脱
2011年初頭、Engadgetでスタッフの大量離脱が続き、8人の有名な編集者やテクノロジースタッフがSB Nationのジム・バンコフの下で新たなガジェットサイトを作るためにAOLを去った。辞職した元編集長のジョシュア・トポルスキーは「我々は2003年に開発されたブログの技術を使って働いてきたが、私がサイトを立ち上げて以降我々は誰一人雇わなかったし、別の場所のほうがもっと成功すると思った。」と語っている。
トポルスキー以外にも、編集長のニレイ・パテル、ポール・ミラー、ジョアンナ・スターン、ロス・ミラー、クリス・ツィーグラー、チャド・マム、ジャスティン・グロー、ダン・チルトン、トーマス・リッカー、ウラジスラフ・サヴォフが辞職したのは、AOLが配布した社内メモ「AOLのやり方」が原因のようだ。これは58ページに渡る長期経営計画で、AOLがメディア帝国に復帰するためになすべきことを詳しく説明している。従業員の中には、AOLはページビューのためにジャーナリズムを破壊していると言う人が居る。また1つのサイズで間に合うような「フリーサイズの」大雑把なビジネスモデルを、買収によって始まった見通しの分かれる各々のビジネスに適用することは、組織上困難だと言う人も居る。
ポール・ミラーは自身のブログで「本当はこの仕事を永遠にしたかった。しかし、遺憾ながらEngadgetはAOLが親会社なのだが、AOLはパートナーとしてこのサイトを進化させるつもりはないようだ。AOLによる、コンテンツに対するスタンスが間違っていることは出版業界の熟練した社員でなくても理解できると思う。「AOL Way」で明らかになった点と、個人的な経験から分析するに、AOLはコンテンツを広告を集めるための商品と見なしている。」と述べている。辞職した集団は「placeholder site」「This is my Next」を作り、新たなテクノロジーニュースサイトをVox Mediaとの提携で立ち上げた。この新しいサイトはThe Vergeと呼ばれる。

## 受賞
The Engadget Showはコンシューマー・エレクトロニクス2011のピープルズボイズウェビー賞を受賞した。